# Sœurs missionnaires de l'Évangile
Pour les articles homonymes, voir Sœurs de Saint Charles.

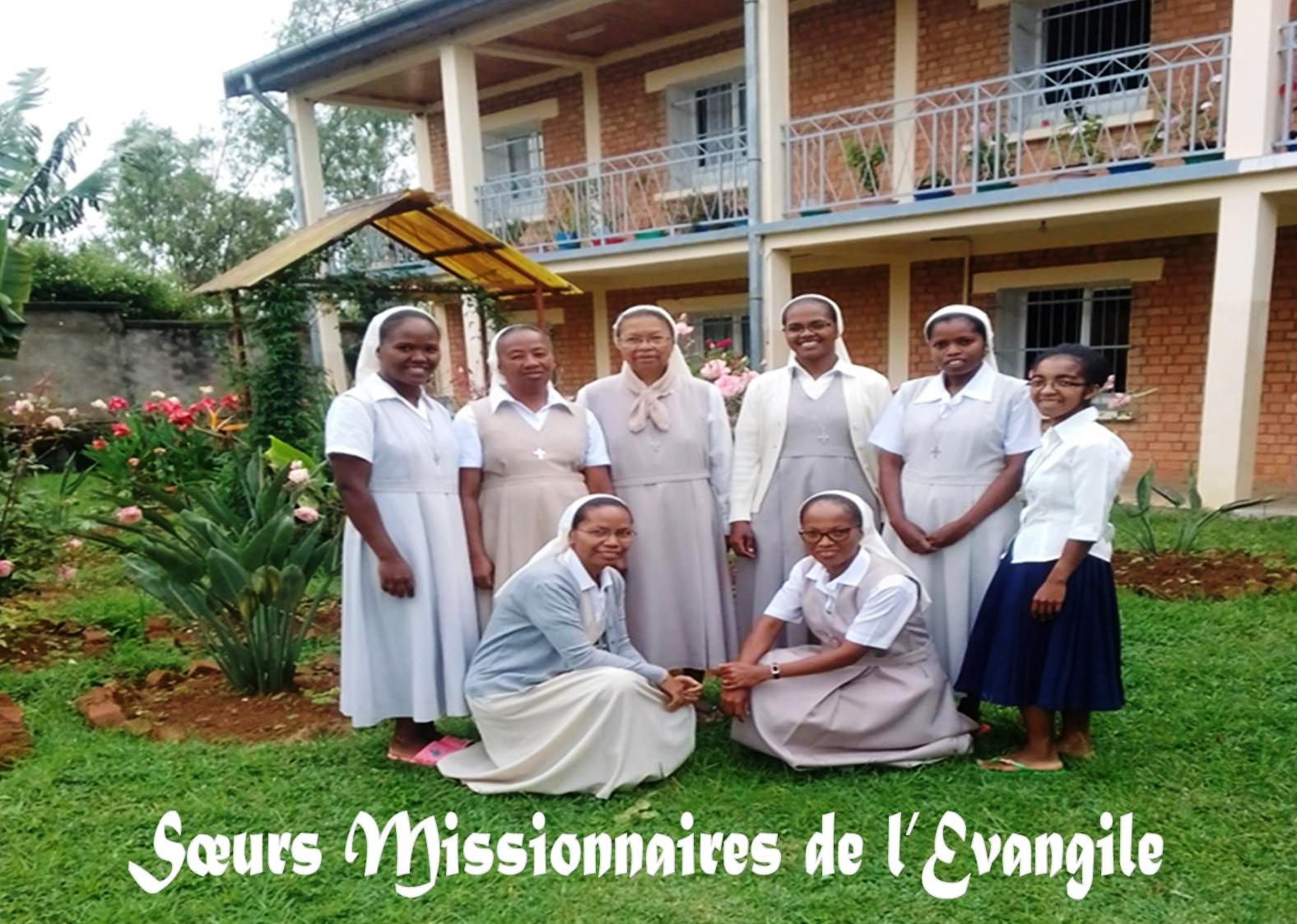
Les Sœurs Missionnaires de l'Evangile, Communauté à Ambositra, Madagascar.

Les sœurs missionnaires de l'Évangile forment une congrégation religieuse féminine de droit pontifical née de l'union de quatre instituts français.

## Histoire
La congrégation est née le 22 juillet 2014 de l'union de quatre congrégations françaises : Le Bon Sauveur de Caen, Charité de Sainte-Marie d’Angers, Saint-Charles d’Angers et la Sainte-Famille de Nantes. Trois de ces instituts avaient absorbé une ou plusieurs congrégations par le passé.
- • Les Filles du Bon-Sauveur de Caen fondées en 1730 par une ancienne novice du Bon-Sauveur de Saint-Lô, Anne Le Roy (1692-1781) pour l'enseignement et le soin des malades à domicile. Elle demande le soutien de l'abbé de Creully, religieux eudiste et supérieur du séminaire de Caen[2]. Anne Le Roy écrit au Bon-Sauveur de Saint-Lô pour leur demander d'être en union spirituelle avec sa congrégation. Le 1er juillet 1832 l'abbé de Creully la nomme supérieure. Elle demande d'avoir la règle et les constitutions des Sœurs de Saint-Lô ; Paul d'Albert de Luynes, évêque de Bayeux les examine, apporte quelques changements et les approuve le 28 juillet 1735[3]. Après avoir obtenu les lettres patentes le 18 septembre 1734, les Sœurs de Caen changent leur nom de Filles associées de Marie pour celui de Filles du Bon-Sauveur et prennent le même habit religieux que celui des Sœurs de Saint-Lô[4]. En 1735, elles commencent à s'occuper des femmes aliénées[5]. Le 16 août 1792, les sœurs sont chassées de leur couvent qui est vendu. En 1804, elles cherchent une maison pour reformer une communauté et achète l'ancien couvent des capucins (actuellement établissement de santé mentale de Caen). En 1816, l'abbé Pierre-François Jamet (1762-1845), qui est l'aumônier des religieuses, commence à donner des leçons à une petite sourde-muette. C'est le point de départ de l'œuvre des sourds-muets[6]. La même année, Casimir Guyon de Montlivault, préfet du Calvados, demande aux sœurs d'accueillir les aliénés  du département car la prison de Beaulieu, qui était le lieu de détention des vagabonds, malfaiteurs et aliénés, est transformée en maison centrale et n'est plus destinée à les recevoir[7],[8]. Elles fondent une première succursale à Albi en 1832 pour s'occuper d'une école de sourdes-muettes. L'archevêque d'Albi, Charles Brault, avait été auparavant évêque de Bayeux, il connaît donc bien les œuvres du Bon-Sauveur de Caen et désirent que les religieuses s'occupent également des aliénés des deux sexes à Albi. Le château du Petit Lude est acheté dans ce but[9]. C'est ensuite Picauville (1837) et Bégard (1857)[10]. L'institut reçoit le décret de louange le 15 juin 1913 et l'approbation définitive en 1928[11]. À la suite de l'expulsion des congrégations de France, elle fonde à Carriglea en Irlande (1904), à Holyhead au Pays de Galles (1907) et à Sant Feliu de Llobregat en Catalogne (1907). Un collège est ouvert à Chatou dans les Yvelines (1922), un accueil pour pèlerins à Rome (1929), une communauté à Plougasnou dans le Finistère (1940), et un lycée agricole et une maison de retraite à Verdalle dans le Tarn (1954). La première communauté hors de France est fondée à Madagascar en 1960[12]. Elles absorbent en 1961 le Bon-Sauveur de Saint-Lô[13].

- - Les Sœurs du Bon-Sauveur de Saint-Lô fondées le 5 septembre 1712 à Saint-Lô par Élisabeth de Surville (1682-1718) pour se consacrer à l'enseignement des enfants pauvres et au soin des malades[14]. Elles ajouteront ensuite le soin des aliénés[15]. Le 29 septembre 1712, les sœurs prononcent leurs vœux et se placent sous la protection de la Vierge et de saint François de Sales. Elles portent d'abord le nom de Sœurs de la Charité puis Sœurs associées pour les petites écoles. C'est le peuple qui leur donne le nom de Sœurs du Bon-Sauveur sans doute parce que leur chapelle était sous ce vocable[16]. Pierre Hérambourg (1661-1720), religieux eudiste familier des œuvres de François de Sales et de Jean Eudes[17], rédige les constitutions en se basant sur celles de la Visitation[18]. Les sœurs obtiennent les lettres patentes le 12 septembre 1726[19]. Lors de la Révolution, leurs biens sont confisquées mais les officiers municipaux leur font un hommage public. Elles se reconstituent le 27 mai 1807[20].
- • Les Sœurs de la Charité de Sainte-Marie d’Angers. Lors de la création de l'hôpital accueillant les pauvres à Angers, des jeunes filles et des veuves s'établissent dans l'hospice pour soigner les malades[21]. En 1679, Henri Arnauld (1597-1692), évêque d'Angers, leur écrit le premier règlement[22]. Elles ne prononcent pas de vœux mais font seulement une promesse d'obéissance, de pauvreté et de chasteté[21]. Après la Révolution, la communauté se reforme sous la direction de sœur Claire[23]. La congrégation est reconnue comme hospitalière le 15 novembre 1810 par un décret impérial de Napoléon Ier. Un autre décret du 14 décembre 1852 les reconnaît comme hospitalière et enseignante[24]. Elles sont autorisées à prononcer des vœux en 1838. Guillaume Angebault, évêque d'Angers, approuve en 1856 leurs constitutions inspirées de celles des Filles de la charité de saint Vincent de Paul[25]. En 1844, elles achètent la propriété de la Forêt située sur les hauteurs du village de Reculée[26](maintenant inclus dans Angers) où elles installent le noviciat. Vers la même époque, le gouvernement y place l'institution des sourds-muets et confie leur instruction aux sœurs. En 1864, les administrateurs des hospices d'Angers décident de réunir l'hospice Sainte-Marie, tenu par les Sœurs de la Charité de Sainte-Marie, et l'hôpital Saint-Jean desservi par les Filles de la charité de saint Vincent de Paul, en un seul bâtiment (l'actuel centre hospitalier universitaire d'Angers). Les administrateurs désirent confier l'hôpital a un seul institut religieux et choisissent les Sœurs de saint Vincent de Paul. En 1865, les Sœurs de la Charité de Sainte-Marie sont expulsés de l'hôpital. Heureusement René-François Régnier, archevêque de Cambrai, qui avait été chanoine et vicaire général à Angers, les fait venir en grand nombre pour gérer des établissement du vaste archidiocèse de Cambrai[23] qui comprend, à l'époque, tout le département du Nord[27].
  - Les Sœurs de Saint Joseph de Jarzé fondées en 1837 à Jarzé (Maine-et-Loire) par Caroline Ledeux pour l'éducation et le soin des pauvres. Les sœurs adoptent les statuts des Sœurs de Saint-Joseph de Baugé. La communauté est reconnue civilement le 1er février 1853 mais s'agrège aux Sœurs de la Charité de Sainte-Marie le 30 avril 1862[28].
  - Les  Ursulines de la Sainte Enfance de Jésus fondées en 1836 à Saint-Calais par Bathilde Lorin pour l'éducation des jeunes filles et plus particulièrement des orphelines pauvres. La communauté est autorisée par décret impérial du 24 octobre 1853[29]. Les Sœurs de la Sainte-Enfance demandent l'agrégation aux Sœurs de la Charité de Sainte-Marie en 1862, ce qui est autorisé le 23 novembre 1865[1],[30].
  - Les Sœurs hospitalières de Notre-Dame des Sept-Douleurs et de Sainte-Marthe fondées le 21 décembre 1876 à Amiens par Louise Glavier (1825-1898) en religion Mère Marie des Sept-Douleurs, pour prendre soin des personnes âgées[31]. Elle est aidée par le jésuite Gugholtz, qui officie dans l'église Saint-Acheul, où se vénère une statue de Notre-Dame des Sept-Douleurs[32]. C'est lui qui encourage la fondatrice dans cette dévotion[33]. Elle ajoute le nom de sainte Marthe en 1869 lorsque la congrégation commence à accueillir les prêtres âgés[34]. Le 6 avril 1878, Louis-Désiré Bataille, évêque d'Amiens, approuve provisoirement la règle des Sœurs hospitalières et donne l'habit religieux à la fondatrice ainsi qu'à six postulantes. L'habit est noir avec le grand scapulaire des Servites de Marie et un chapelet de Notre-Dame des Sept-Douleurs à la ceinture. Le 26 décembre 1881, Aimé-Victor-François Guilbert, nouvel évêque d'Amiens, approuve définitivement la congrégation et les constitutions. Ces dernières sont révisées et reconnues le 6 mars 1919 par André du Bois de La Villerabel[35]. La congrégation fusionne en 1973 avec les Sœurs de la Charité-Sainte-Marie[1].

- • Les Sœurs de Saint-Charles d’Angers. Le 24 juin 1714, Anne Jallot réunit quelques jeunes filles dans une pieuse association, placée sous le patronage de saint Charles Borromée, pour soigner les malades pauvres et instruire les enfants de la classe ouvrière[22]. Anne Jallot achète ensuite une maison, qui sera connue sous le nom populaire de « petite pension »[36], et y attache quelques rentes à condition que l'on forme des jeunes filles pour rendre le même service aux pauvres des petites villes et des campagnes. Le 20 décembre 1723, Michel Poncet de La Rivière, évêque d'Angers, approuve le règlement de l'association. Un décret du 18 août 1792 supprime la maison d'Angers, qui n'a formé jusque là que quatre établissements dans le diocèse. Les associées continuent tout de même leurs œuvres et peuvent se réorganiser dès 1795. Le décret préfectoral du 25 septembre 1802 autorise de nouveau l'association[37]; un décret impérial du 15 novembre 1810 lui donne une existence légale. Lorsque Guillaume Angebault est nommé évêque d'Angers en 1842, il décide de transformer l'association en congrégation religieuse. La plupart des associées acceptent ce changement, et deux ans plus tard, elles sont trente-trois à prononcer leur vœux[23]. Leur maison devenant trop étroite, elles achètent en 1846 une propriété qui devient la maison-mère[36]. Elles forment Marie Moreau (1788-1864) qui fonde les Sœurs de la Providence de la Pommeraye[38] ainsi que Pauline Fillaudeau, future Fille de Sainte Marie de Torfou[39].
  - Les Sœurs Hospitalières de Montilliers fondées en 1804 par Françoise Huvelin à Montilliers. Le 7 novembre 1823, le vicaire général du diocèse d’Angers les donne des statuts et un règlement. Elles sont agrégées à Saint-Charles d’Angers en 1846[1].
  - Les Sœurs de la Providence de Baugé fondées à Baugé par Henri Arnaud, évêque d’Angers, le 1er août 1685 et approuvées par arrêt du Parlement de Paris le 20 août 1777. La congrégation est autorisée par le décret impérial du 27 février 1811 pour tenir l’école de filles de Baugé, instruire gratuitement les enfants pauvres, visiter et soigner les malades à domicile et leur administrer les secours du bureau de bienfaisance. L'institut s'agrège à Saint-Charles d’Angers en 1849[1]. L'affiliation est reconnue par un décret impérial du 1er août 1864[37].
- • Les Sœurs de la Sainte-Famille de Grillaud fondées le 11 mai 1856 à Nantes par l'abbé Jean-Marie Laurent (1822-1890), vicaire à Notre-Dame-de-Bon-Port, dans le but d'avoir des sœurs garde-malades pour les pauvres[40]. L'œuvre accueille rapidement des orphelins. Jean-Marie Laurent se forme auprès de l'institut national des jeunes aveugles de Paris fondé par Valentin Haüy puis ouvre une école pour aveugle[41]. En 1864, il installe ses œuvres dans le parc de Grillaud à Nantes[42].

## Activités et diffusion
La congrégation est présente en:
- Europe : France.
- Afrique : République centrafricaine, Madagascar, Sénégal, Guinée.

En 2024, la congrégation comptait 341 sœurs dans 52 maisons.